# Boeddhistische filosofie
Boeddhistische filosofie is de logische onderbouwing en doordenking van boeddhistische begrippen als essentie-loosheid en wederzijds afhankelijk ontstaan.
In de boeddhistische filosofie is er geen strikte scheiding tussen religie en filosofie. Het is een pragmatische toepassing van logische analyse om de werking van de geest te begrijpen en tot rust te laten komen.

## Boeddhisme
Het boeddhisme is ontstaan in India. Volgens de overlevering vindt het zijn oorsprong in het streven naar ontwaken door Gautama Boeddha. De leer die Boeddha onderwees is verzameld in de tripitaka, de verzameling van sutra's, leefregels voor de monniken, en de filosofische doordenking en onderbouwing van Boeddha's leer.

## Sutra Nikaya
In de Sutra Nikaya staan de uitspraken die aan de Boeddha worden toegeschreven. Centraal staat het streven naar verlossing uit samsara, de kringloop van bestaan, het steeds opnieuw wedergeboren worden. Er is sprake van wedergeboorte door een onjuist inzicht in onze ervaringen. Onze geest schept een "objectieve" werkelijkheid uit onze ervaring, waarin we verlangen dat dingen anders zijn dan ze zijn, onszelf als een zelf of ik ervaren, en in de wereld om ons heen onveranderlijke dingen waarnemen. In werkelijkheid zijn zelfloos, is de werkelijkheid onbevredigend, en is er sprake van voortdurende verandering. Inzicht in deze werking van de geest, en het volgen van de boeddhistische weg, zorgt ervoor dat de geest tot rust komt.
Essentieel voor het boeddhistische denken is het idee van wederzijds afhankelijk ontstaan: alle verschijnselen komen tot bestaan door een keten van oorzaken. Neem een van de oorzaken weg, en het verschijnsel verdwijnt ook. Dit geldt voor concrete, waarneembare objecten en verschijnselen, maar ook voor de werking van de eigen geest. Het Nirwana, het uitdoven van de verlangens van de geest, wordt als onvoorwaardelijk gezien: het ontstaat niet door een oorzaak, en is dus niet afhankelijk van andere factoren voor haar ontstaan.
Deze kernideeën verklaren de menselijke geest en het lijden dat zij ervaart in dit bestaan, maar het roept ook vragen op. Een van deze vragen is wie of wat het is die nu bestaat en die wedergeboren wordt, als er geen permanent ik of zelf is. In de oudste sutra's balanceert de Boeddha tussen essentialisme en nihilisme: het idee dat er een eeuwig zelf is, en het idee dat er niks overblijft na de dood.

Dit balanceren tussen twee uitersten is in het latere boeddhisme terug te herkennen:
"Mocht je jezelf ooit toestaan te geloven in iets meer dan een zuiver vergankelijk bestaan van alle verschijnselen, dan zul je een ernstige vergissing maken, bekend als het illusoir geloof in een eeuwig leven; maar als je ervan uitgaat dat de innerlijke leegte der verschijnselen alleen maar afwezigheid inhoudt, dan verval je in een andere fout, namelijk de dwaalleer van het definitief vergaan".

## Abhidhamma
In latere eeuwen ontstonden er verschillende vroege boeddhistische scholen in India. Deze hadden verschillende filosofisch commentaren (Abhidhamma) op de sutra's van de Pali canon. In deze Abhidhammageschriften probeerde men de 'ultieme werkelijkheid' gedetailleerd te beschrijven en te systematiseren. Elke school had zijn eigen Abhidhammageschriften en -theorieën, die niet altijd met elkaar overeenkwamen. Zo ontstonden verschillende voorstellingen van dezelfde 'ultieme werkelijkheid'. De Theravada-school nam (in het jaar 250 voor Christus) haar eigen Abhidhamma op als het derde deel van de Pali canon.
Tegenwoordig is de Abhidhamma vooral populair in het boeddhisme in Myanmar.

### Inhoud van de abbidhamma
De Abhidhamma bestaat uit zeven boeken:
1. Dhammasangani - de opsomming van alle dhamma's
2. Vibhanga - het boek van de analyse (van de dhamma's)
3. Dhatukatha - gesprek over de elementen
4. Puggalapaññatti - beschrijving van de persoonlijkheidstypes en de niveaus van spirituele ontwikkeling
5. Kathavatthu - beschrijving van de controverses, geschreven door Moggaliputta Tissa omstreeks 250 BCE, op verzoek van koning Asoka. Het beschrijft 218 punten van onenigheid, waarvan drie belangrijke afwijkingen van de leer (volgens de Vibhajjavahins, de voorlopers van de Theravadins)[1]
6. Yamaka - het boek van de paren
7. Patthana - het boek van de relaties

### Kathavatthu - drie afwijkingen van de leer
In de Kathavatthu worden drie 'afwijkingen van de leer' besproken en weerlegd: de Personalisten (puggalavadin), de Realisten (sabbatthivadin), en de Transcendentalisten (lokuttaravadin).

#### Personalisten
De puggalavadin gingen ervan uit dat er in de kringloop van wedergeboortes toch een essentie is die wedergeboren wordt. Deze puggala is niet gelijk aan de vijf skhandas, maar is er ook niet verschillend van.

#### Realisten
Moggaliputta-tissa stelt de vraag of 'alles bestaat'. De realisten, of substantialisten, zeggen hierop: ja, inclusief het verleden en de toekomst. Deze school werd de sarvastivadins genoemd, sarvam asti, "Alles (wat er ooit was en er zijn zal) is".

We zien deze leer terugkomen in de volgende opmerking van Dogen:
"Brandhout wordt as, en wordt niet opnieuw brandhout.
Maar zeg niet dat de as later komt, en brandhout het eerst.
Je moet begrijpen dat brandhout de waarneembare uitdrukkingsvorm van brandhout is.
Daarin zijn verleden en toekomst volledig vervat.
En ook al bezit het zijn verleden en toekomst, het is er niet van afhankelijk.
As is de waarneembare uitdrukkingsvorm van as, met volledig inbegrip van verleden en toekomst."

#### Transcendentalisten
De transcendentalisten neigden naar absolutisme, het bestaan van een transcendente essentie achter de wereld der verschijnselen. Deze leer ontstond waarschijnlijk bij de sarvastivadins.
Een afsplitsing van de sarvastivadins waren de sautrantika's, die alleen de sutra's als bron van de leer erkenden, en de abhidhamma verwierpen. Ze waren zogeheten essentialisten. Hun school is een voorloper van de zogeheten Vaipulaya traditie (afgeleid van vipula, hetgeen 'groot' of allesomvattend betekent), en vormt een voorloper van de Yogacara en het boeddhistische idealisme. Tot deze traditie behoren ook de Lotussutra, die stelde dat een transcendente boeddha de herkomst van de boeddhistische leer vormde, en de Lankavatara-sutra, die een essentiële tekst is in het Zen-boeddhisme.

## Madhyamaka en Yogacara
Binnen het boeddhisme zijn er verschillende filosofische scholen ontstaan. Niet alleen zijn er duidelijke verschillen tussen de Theravada-traditie en de Mahayana-tradities, maar ook binnen deze tradities kunnen verschillende filosofische scholen onderscheiden worden. Een van de voornaamste verschillen tussen deze scholen is de exacte uitleg van het begrip essentieloosheid (anatta, sunyata). Hieraan gerelateerd is de vraag waar de verlangens en onzuiverheden vandaan komen die de geest verduisteren. Deze verschillen uiten zich het duidelijkst in het verschil tussen Madhyamaka en Yogacara, maar heeft ook betrekking op de Boeddha-natuur en de tathagatha-garba.

### Madhyamaka
De conclusie dat er geen onveranderlijke essenties zijn is verder uitgewerkt in het begrip (sunyata). Inzicht hierin wordt door het Mahayana als essentieel gezien voor het ontwaken. De belangrijkste denker in deze was Nagarjuna (2e eeuw na Chr.). Door het stelselmatig analyseren en ontkennen van essenties komt hij tot de conclusie dat er in het geheel geen sprake is van een blijvende substantie in de vorm van dingen, personen of ideeën, en dat er geen metafysische uitspraken mogelijk zijn. Nagarjuna ontwierp ook de zogeheten "leer van de twee waarheden", waarin een lagere en een hogere waarheid worden onderscheiden.

### Yogacara
De Yogacara is een systeem dat een psychologische beschrijving geeft van de werking van de geest en haar verschillende bewustzijnslagen. Het bekendst zijn het realistische systeem van Vasubandhu, en het idealistische systeem van Asanga.
In de Yogacara-leer wordt er verondersteld dat gedrag zogeheten karmische zaden doet ontstaan: zaden waaruit later de gevolgen voor iemands leven groeien. Deze zaden worden opgeslagen in de alija-vijnana, het pakhuisbewustzijn.

### Boeddha-natuur en tathagatagarba
Het idee van het pakhuisbewustzijn vertoont overeenkomsten met het idee van de Boeddha-natuur, het idee dat er achter de flux van waarnemingen een onderliggende essentie of bewustzijn is waardoor ontwaking mogelijk is. Dit idee van de boeddha-natuur, op haar beurt, vertoont overeenkomsten met het idee van de tathagatagarba, de embryonale mogelijkheid van verlichting die in ieder voelend wezen aanwezig is. Dit is hetzij een mogelijkheid, hetzij een essentie die verduisterd wordt door de verlangens en gedachten van de geest.
Hoe deze verduistering mogelijk is kan niet verklaard worden met het idee van de Boeddha-natuur of de tathagatagarba, maar wordt wel verklaard door het idee van de alijvijnana. In de Lankavatara-sutra en de Awakening of Faith (in the Mahayana) zijn de tathagatagarba en de alijvijnana gecombineerd.
Ontwaken is mogelijk door pure zaden die gezaaid worden door het luisteren naar de dharma, of al aanwezig zijn in de diepte van de alaya-vijnana, de param-alaya.
Het idee van de tathagatagarba of Boeddha-natuur is volgens critici niet in overeenstemming met de boeddhistische leer, die het bestaan van onveranderlijke essenties verwerpt.

## Vergelijking van hindoeïstische en boeddhistische filosofie
De hindoeïstische en de boeddhistische filosofie zijn het in principe met elkaar eens met betrekking tot karma en reïncarnatie. De boeddhisten accepteren echter niet het bestaan van een 'zelf' (sk. atman), een onveranderlijke metafysische kern in ons. De hindoes geloven daarentegen in een eeuwig en onvernietigbaar zelf. In het verlengde hiervan geloven boeddhisten dan ook niet dat er een ziel is die daadwerkelijk wordt wedergeboren na de dood.
Een ander belangrijk verschil is dat de boeddhisten het hindoeïstische kastensysteem verwierpen. Met deze uitgangspunten - het niet-bestaan van het zelf of ego en het erkennen van gelijkheid van alle mensen - propageren boeddhisten een houding van compassie en zorg ten aanzien van de mensheid. Boeddhisten zien de werkelijkheid en het zelf als illusie (sk. maya).

## Invloed op de westerse filosofie
De westerse filosofie is, sinds de negentiende eeuw, beïnvloed door de boeddhistische filosofie. Arthur Schopenhauer was een van de eerste westerse filosofen die aandacht had voor de oosterse filosofie.

## Verder lezen
- Harvey, Peter (1995), An introduction to Buddhism. Teachings, history and practices. Cambridge: Cambridge University Press
- Kalupahana, David J. (1992),A history of Buddhist philosophy. Delhi: Motilal Banarsidass Publishers Private Limited
- Störig, H.J. (2000), Geschiedenis van de filosofie. Utrecht: het Spectrum.